# Heliga Guds moders Katoghike kyrkan i Avan
Heliga Guds moders Katoghike kyrkan i Avan (armeniska: Ավանի Սուրբ Աստվածածին Կաթողիկե Եկեղեցի, Avani Surb Astvatsatsin Kat'oghike Yekeghets) är en ruinkyrka i distriktet Avan i Jerevan i Armenien. 
Kyrkan uppfördes mellan 591 och 602. Den började uppföras strax efter kriget mellan bysantinerna och sasaniderna 572-591, vilket resulterade i utökat område för direkt bysantinskt styre i Armeniens västra delar, inklusive Avan. För att stärka sin kontroll över nyligen erövrade områden beslöt kejsaren Maurikios (582-602) att stödja den chalkedonska fraktionen inom den armeniska kyrkan. År 593 sammankallades ett koncilium av västarmeniska biskopar i Theodosiopolis, vid vilken trohet svors gentemot den kalcedonska trosbekännelsen. Konciliet valde Johannes (Yovhannes, eller Hovhannes) av Bagaran till ny katholikos för  armenier som bekände sig till den kalcedoniska treosbekännelsen. Hans rivals, den pro-persiska katholikos Moses II (574–604), högkvarter låg i Dvin, och den nyvalde pro-bysantinska katholikos Johannes beslöt att lägga sitt högkvarter i det bysantinskt kontrollerade Avan.
Högkvarteret i Avan inkluderade den nya katedralen och flera andra byggnader. Bredvid kyrkan på norra sidan finns grunder till katholikos residens, vilket tros ha uppförts före kyrka 581–582. Enligt den armeniske 600-talshistorikern Sebeos uppfördes de bägge byggnaderna under katholikos uppsyn. Kyrkobyggnaden tros ha varit tillägnad apostlarna. År 602 erövrade den persiske kungen Khosrov II Avan. Han avsatte katholikos och omvandlade byggnaderna till ett kloster. 

## Arkitektur
Kyrkobyggnaden, som senare skulle omdöpas till Sankt Johannes, byggdes på platsen för tidigare byggnader. Flera stenar med ornament har återfunnits vid utgrävningar, framför allt vid byggnadens västra sida. Det som återstår av kyrkan står på en plattform i två avsatser. Kyrkans valv, kupol och tak saknas, liksom delar av väggarnas översta bitar. Det antas att det ursprungligen fanns fem domer: en större central kupol och fyra mindre kupoler vid vart och ett av kyrkans hörn, över de fyra runda hörnsalarna. Om detta antagande är riktigt, är kyrkan i Avan den äldsta kyrkan med fem kupoler. 
Balken över ingångsporten på västra sidan, samt den västra fasadens övre tredjedel, på ömse sidor om huvudingången, har långa inskriptioner. Ovanför porten finns en kortare inskription. I en av inskriptionerna ingår namnet "Johan", kanske en tidigare version av namnet "Hovhannes". På norra sidan finns en annan ingång, som antas ha byggts senare och ha lett till katholikos residens. Kyrkan anses ha varit förebild för  Sankt Hripsimekyrkan i Vagharshapat (Etchmiadzin), som färdigställdes år 618.

## Bildgalleri
- Wikimedia Commons har media som rör Heliga Guds moders Katoghike kyrkan i Avan.

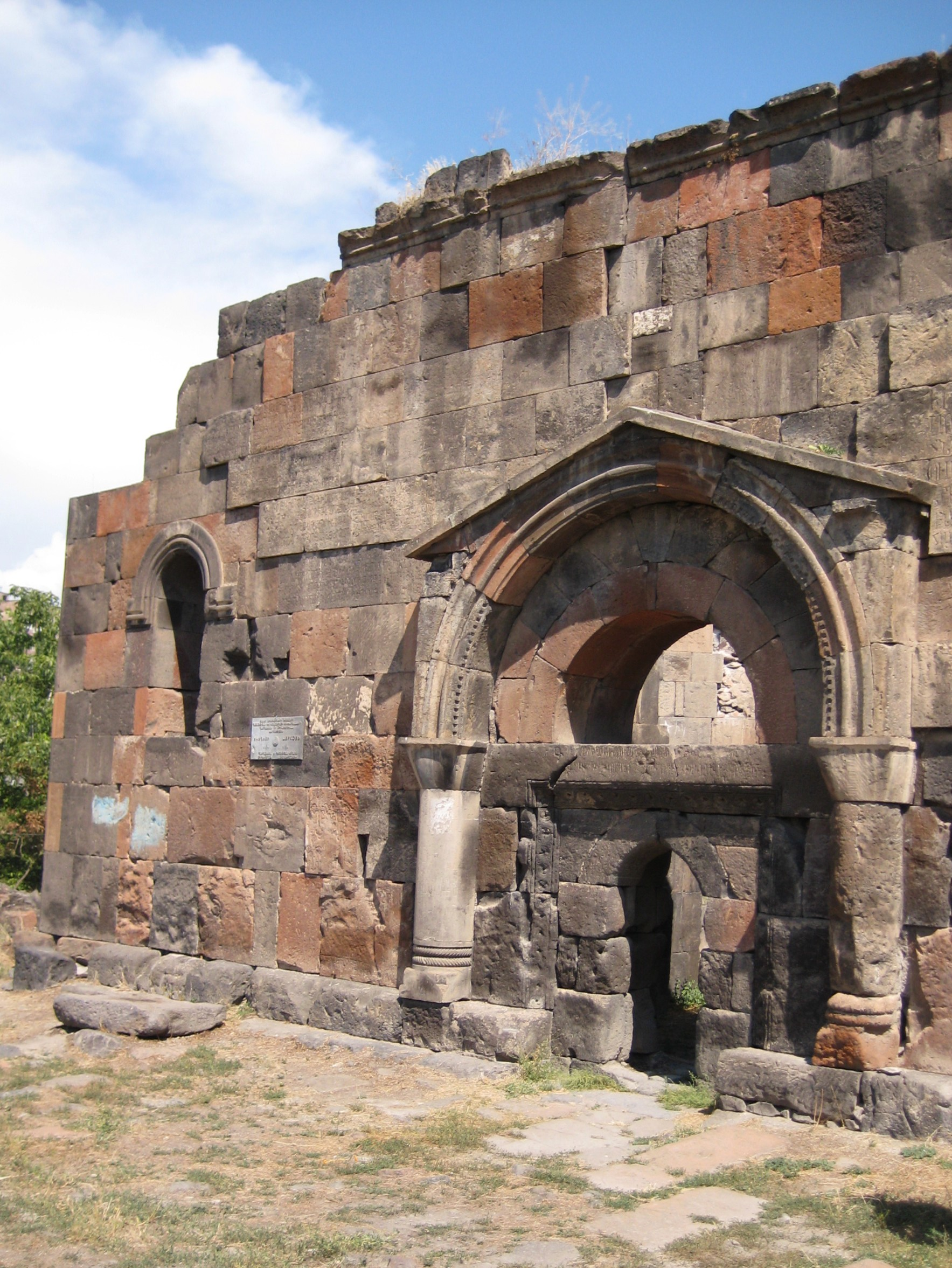
Ingången
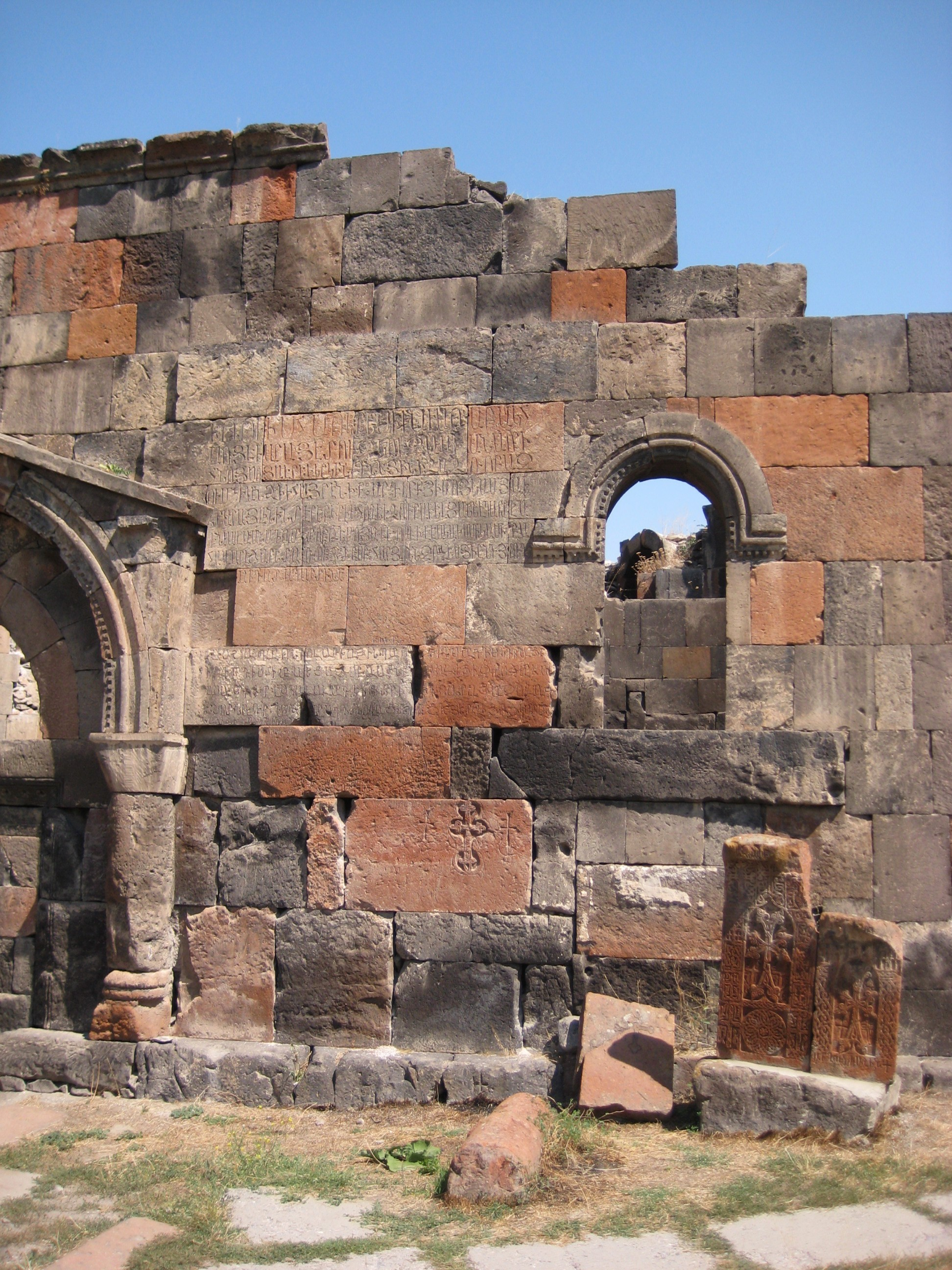
Västra fasaden, höger om ingången
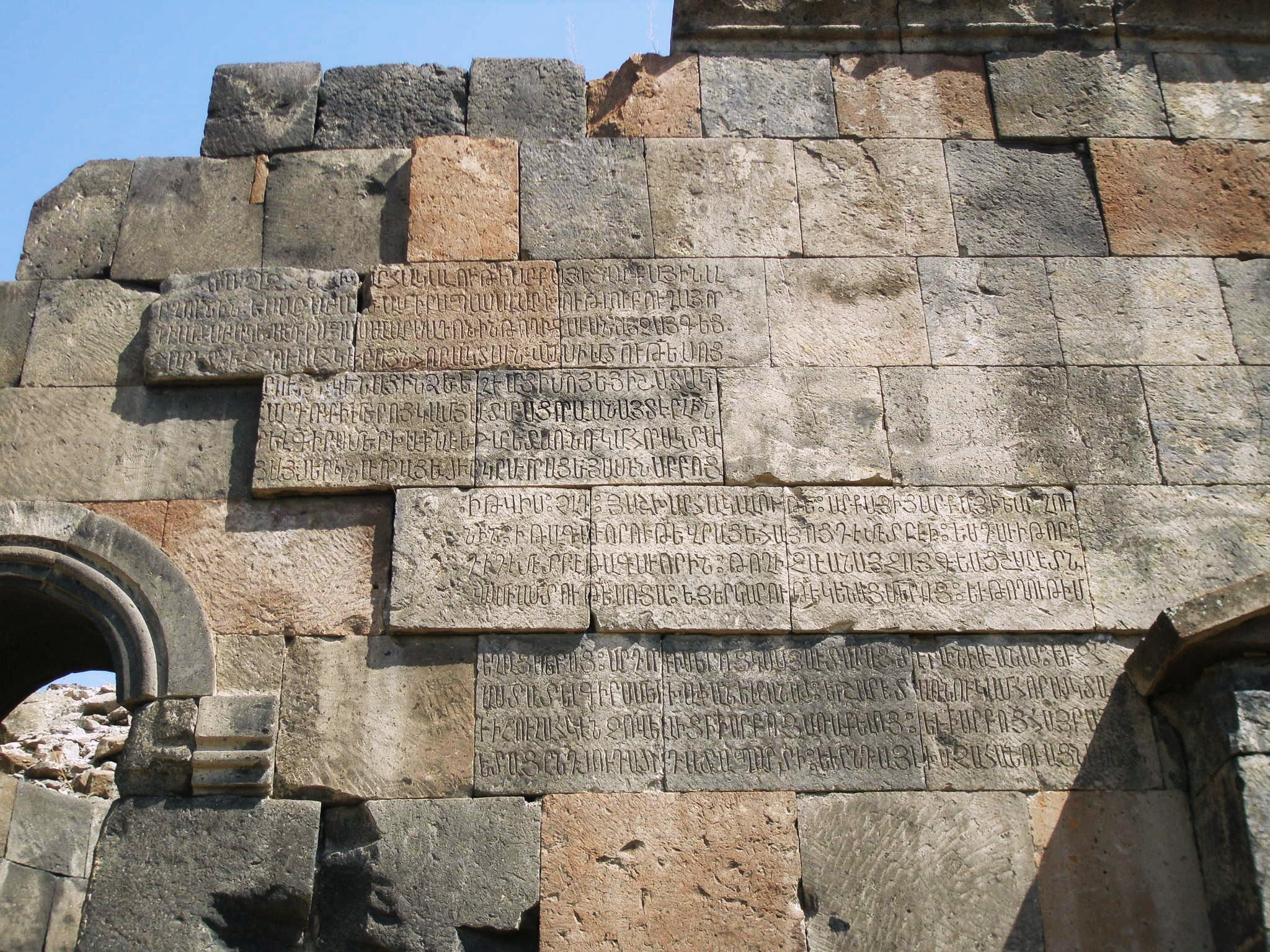
Inskriptioner från kyrkans västra fasad, till vänster om dörren
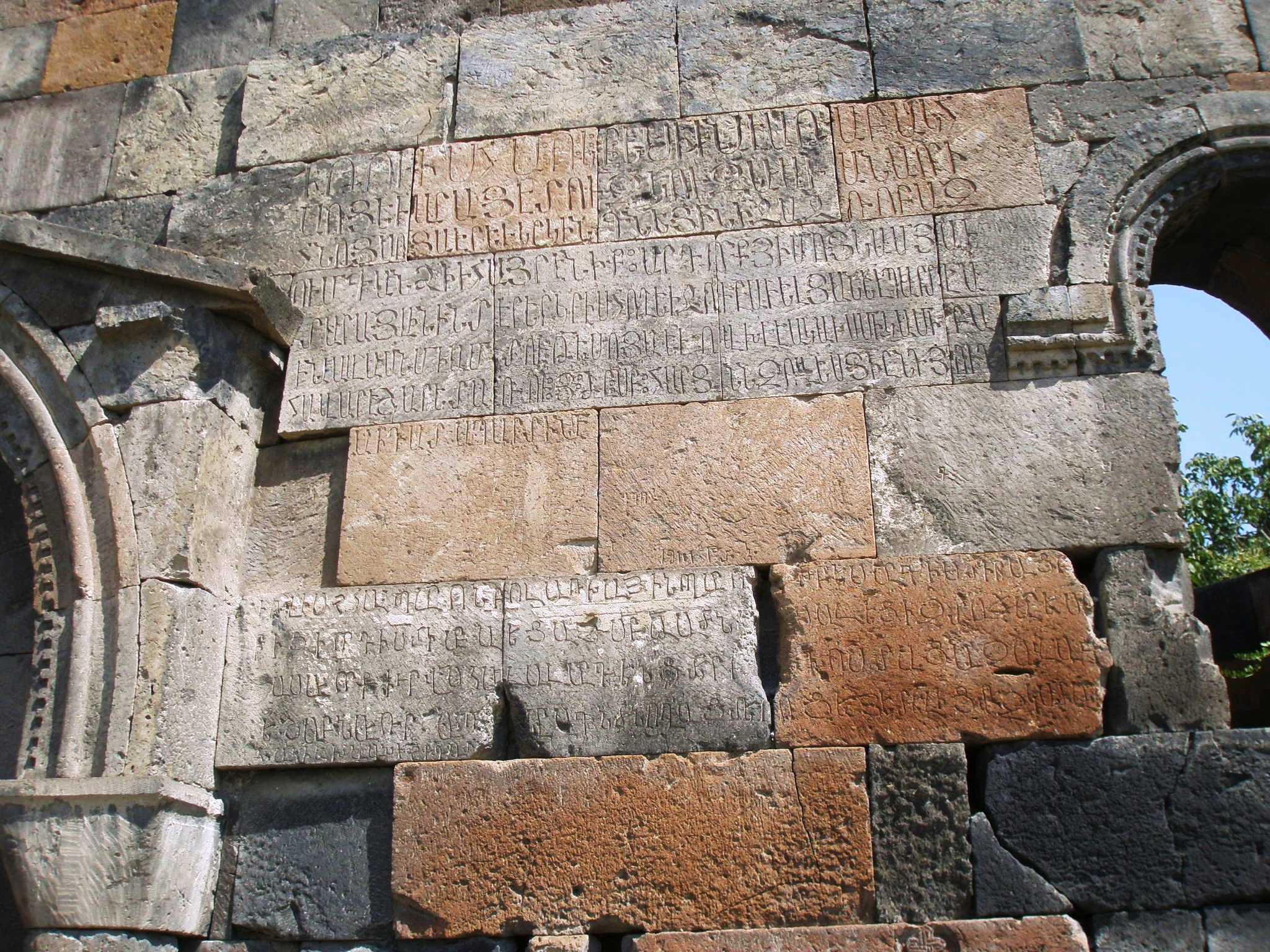
Inskriptioner från kyrkans västra fasad, till höger om dörren
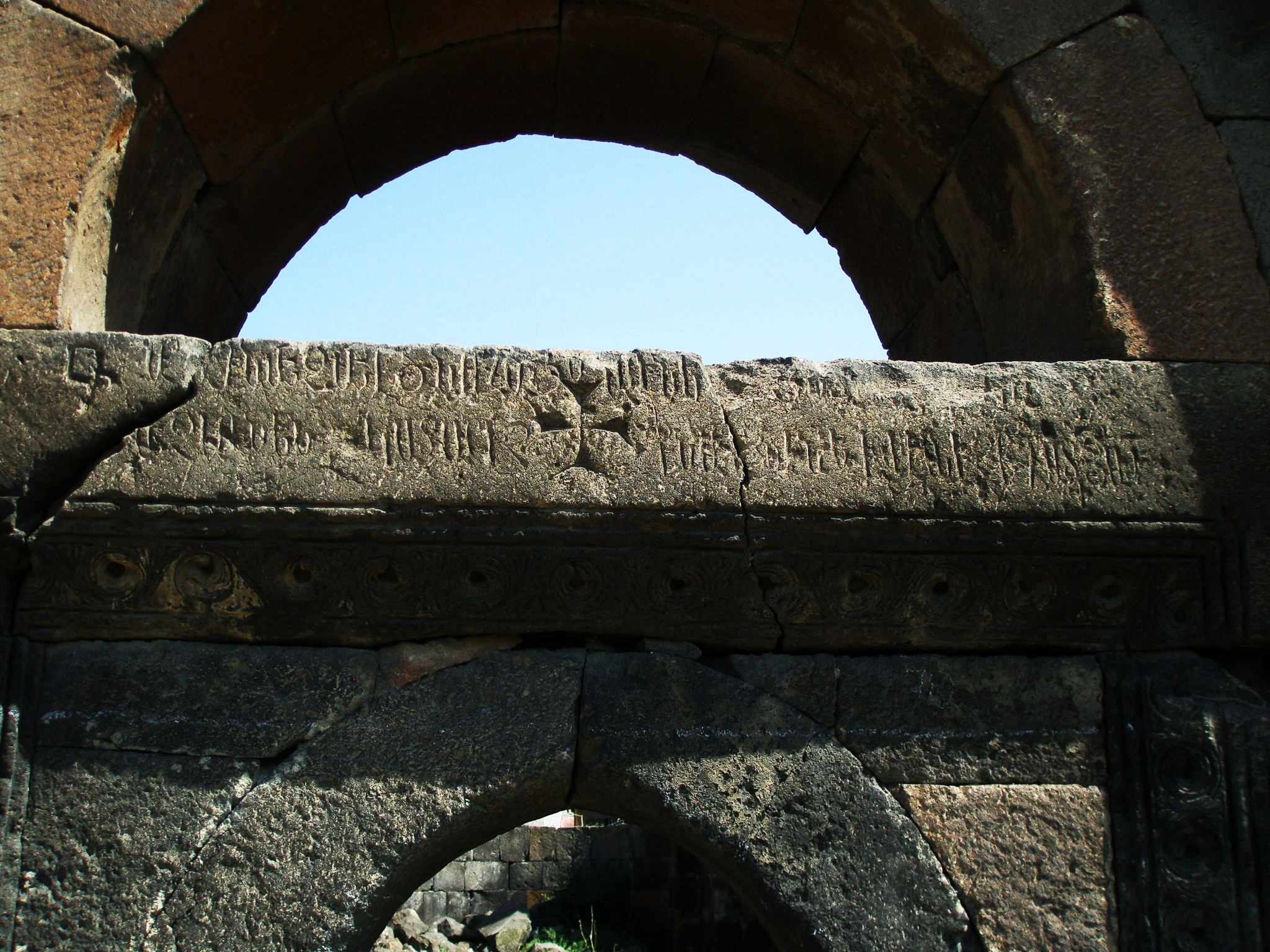
Inskription på balken över ingången
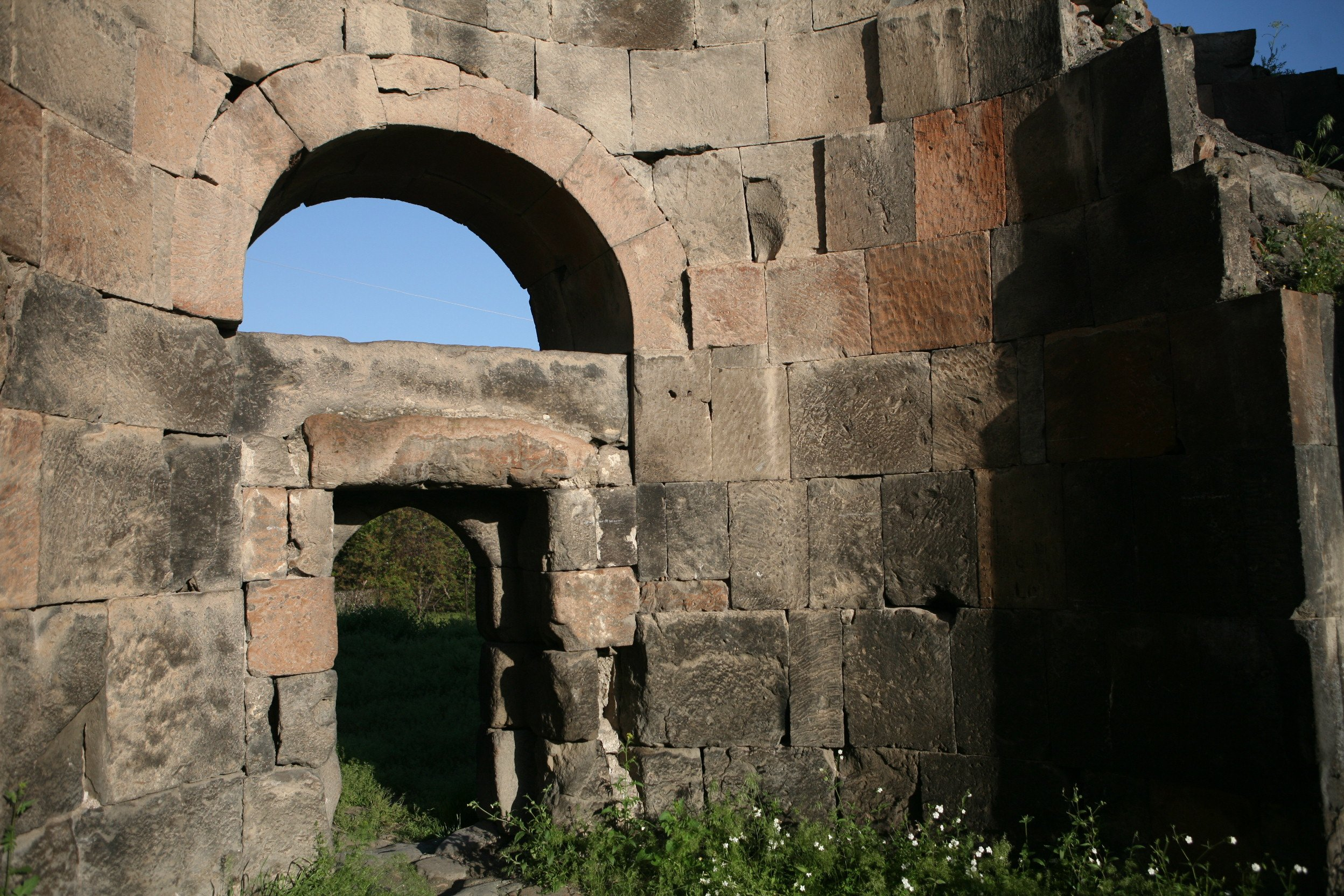
Bild av mytologisk drake på insidan av balken över ingången
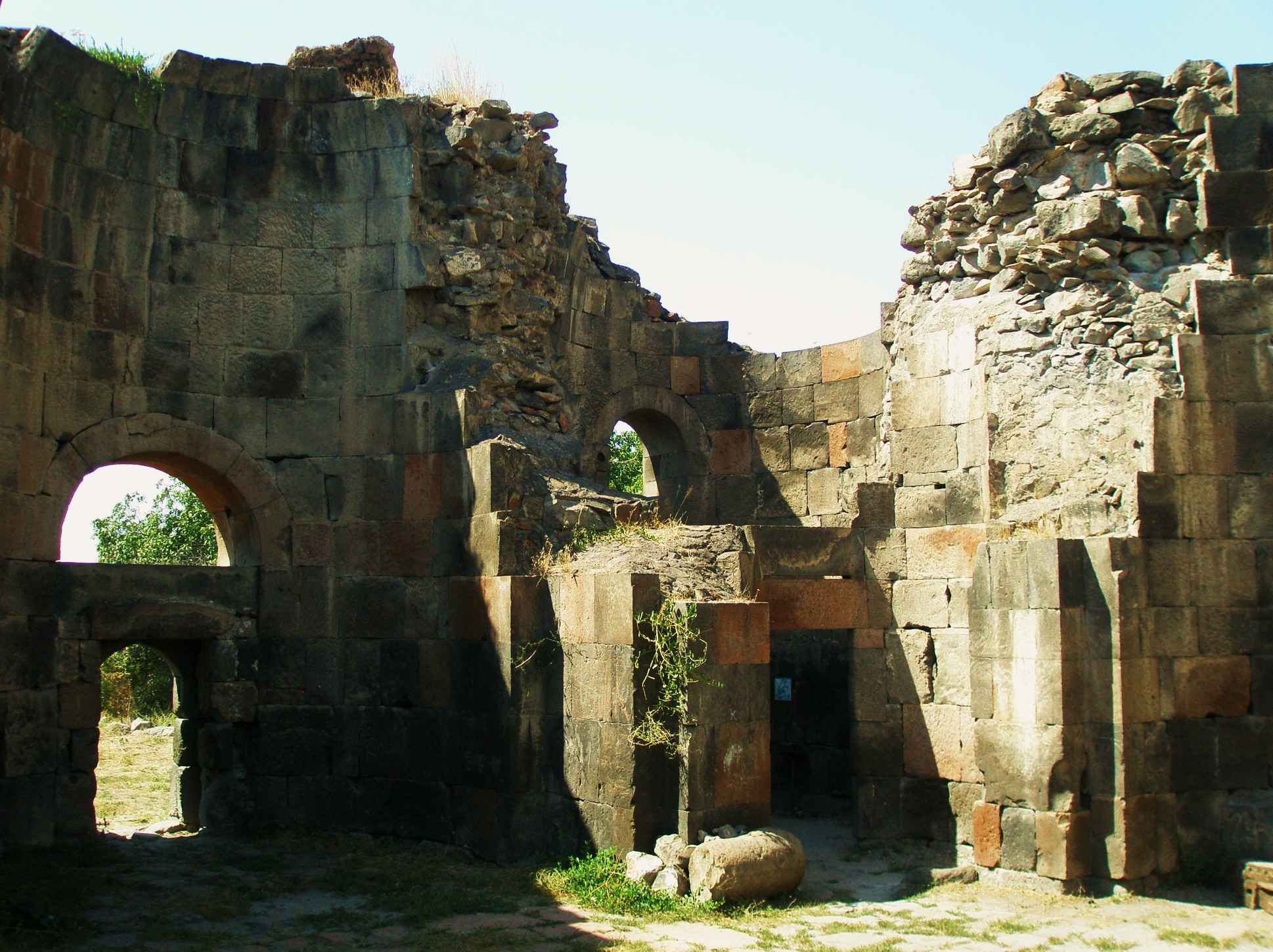
Kyrkans inre
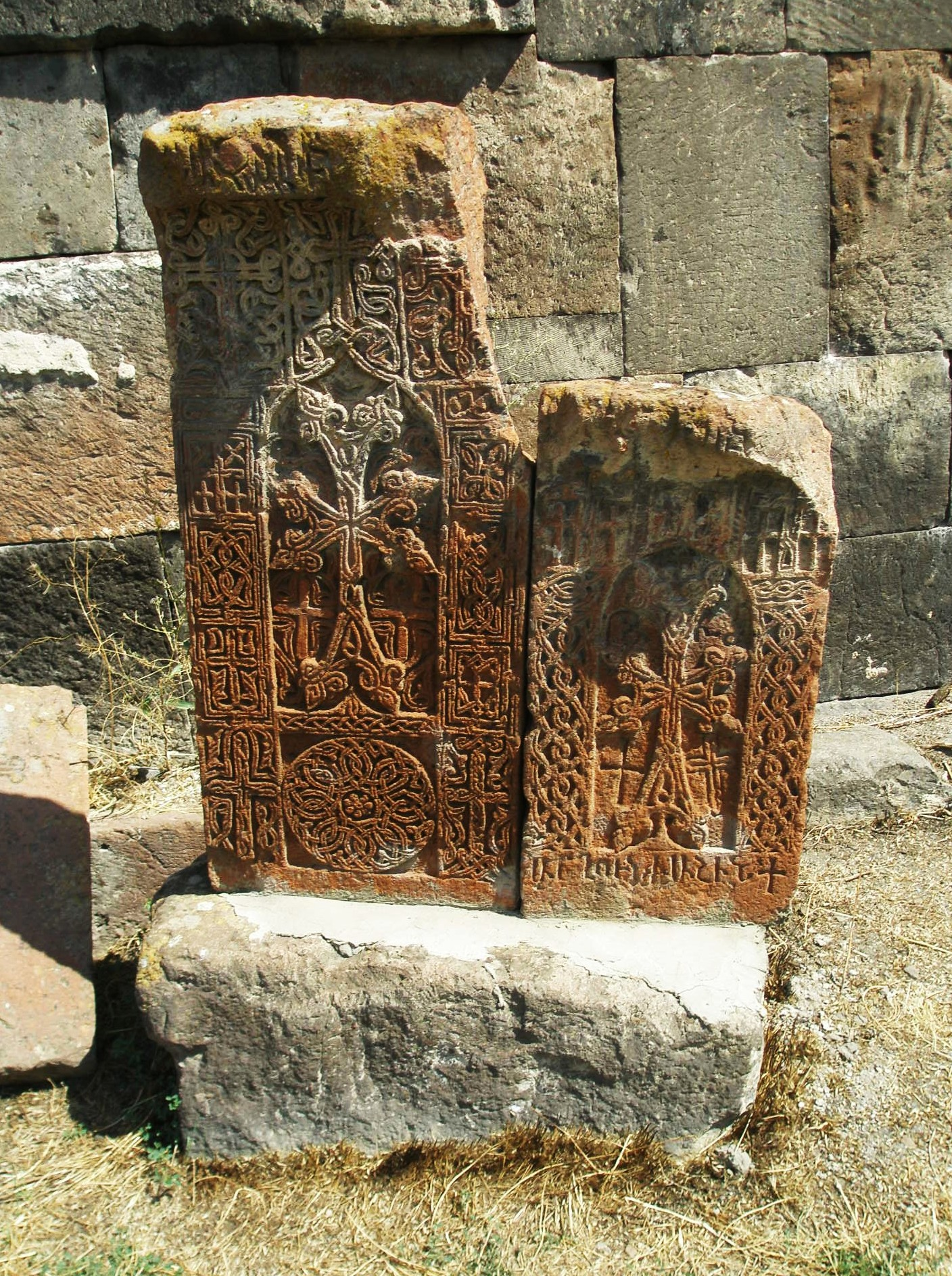
Khachkarer framför västfasaden
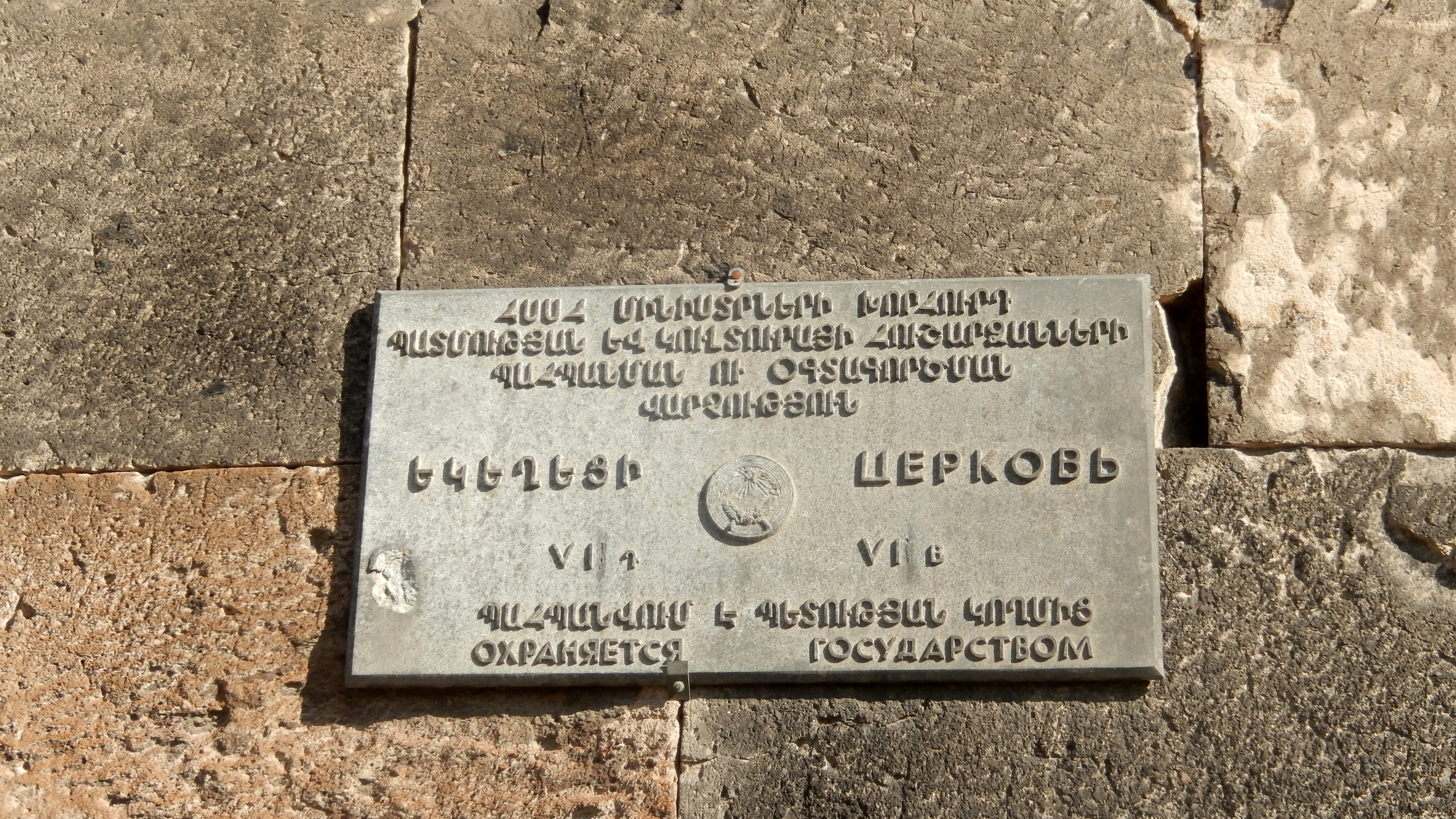
Skylt på kyrkvägg